# Les Futurs Mystères de Paris

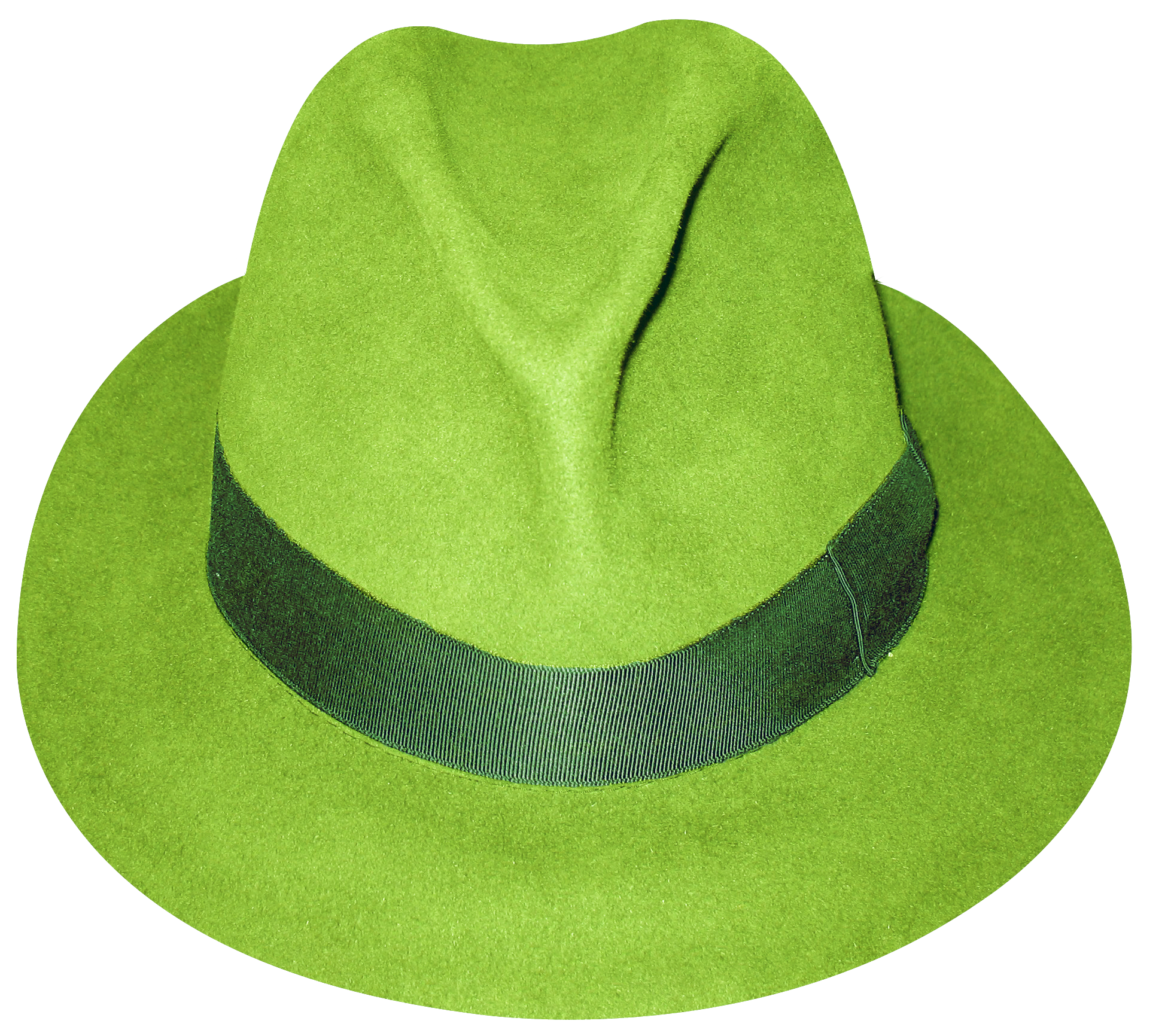
Le symbole de la série Les Futurs Mystères de Paris : un Borsalino vert fluo

Les Futurs Mystères de Paris est une série de romans signée Roland C. Wagner mêlant roman policier, science-fiction et fantastique.
Les Futurs Mystères de Paris appartiennent à un ensemble plus vaste, l'Histoire d'un futur, qui regroupe également L’Histoire du futur proche (composée de trois romans et trois nouvelles), Cette crédille qui nous ronge et Le Chant du cosmos.
La série a fait l'objet de plusieurs publications au Fleuve Noir et est actuellement disponible aux éditions L'Atalante.
Elle a, entre autres, été récompensée par un grand prix de l'Imaginaire en 1999.

## Présentation du cycle
Les Futurs Mystères de Paris se déroulent un demi-siècle après un cataclysme mystérieux : la Grande Terreur primitive, qui a vu se mêler la réalité de tous les jours et la psychosphère, matérialisation de l'inconscient collectif de l'espèce humaine dans un continuum orthogonal au nôtre. L'une des conséquences de la Terreur est un assagissement généralisé de l'humanité : la guerre a disparu et la violence se fait rare. Parallèlement, les gens se sont organisés en tribus dont le ciment est le plus souvent un centre d'intérêt culturel (Lecteurs, Rockers, Balmusettes, Ternaires (fans de jazz), Scientistes…) mais pas seulement (Imbéciles heureux, Acidulés, Anonymes, Monte-En-L'Air…). Les sectes abondent, également, toutes plus insensées les unes que les autres ; cela va des adorateurs de Michael Jackson qui cherchent à ressembler le plus possible à leur idole aux fils du Réseau qui essayent de penser en binaire.
Si des États, comme la Fédération européenne ou le Canada, ont réussi à se maintenir sur une partie de la planète, le reste est aux mains des technotrans, énormes conglomérats d'entreprises dont les plus puissantes sont réunies au sein du Conseil des Huit. Cette situation ne va pas sans engendrer des conflits qui se déroulent essentiellement sur le plan économique, puisque les affrontements armés sont devenus impossibles. Fondatrice avec d'autres intelligences artificielles (ayas) anarchistes du Collectif Louise Michel pour la libération des personnes virtuelles, Gloria est sans doute leur principal adversaire.

## Personnages principaux
Temple Sacré de l'Aube Radieuse, dit Tem : C'est le héros de la série. Tem est un mutant millénariste, il possède le talent de transparence. Ce don lui permet de passer inaperçu, le forçant même à adopter un look excentrique et coloré pour être simplement remarqué. Il se sert notamment de son borsalino vert fluo, symbole de la série, comme d’un « interrupteur » à son talent. En tant que millénariste, il est non-violent et végétarien. Il s'abstient également de toute consommation de psychotrope, alcool ou drogue. Petit-fils de l'auteur Richard Montaigu, il prendra la suite de celui-ci comme contact privilégié de certains archétypes de la psychosphère.
Les ayas Gloria, Peggy Sue et Lucille : Gloria est une aya expérimentale développée sur un satellite militaire dont elle s’est évadée en compagnie de Temple Sacré de l’Aube Radieuse. Conçue pour servir d’interface entre le monde informatique et le cerveau, elle s’avère capable de subsister sur n’importe quel support. Bien plus, à la suite d’une rencontre avec un programme tueur, elle découvre qu’elle est capable de se reproduire, créant ainsi l’« espèce » des fantomas. Sa fille, Peggy Sue, perfectionnera la technique en donnant naissance à plus d’une centaine de filles (et un garçon semble-t-il) dont la plus connue des lecteurs est Lucille, considérée par ses sœurs comme un peu attardée ; Lucille apprécie de s’incarner dans le corps d’un chat ; Gloria et Peggy Sue préfèrent créer un avatar de toutes pièces, sculpturale pin-up aux yeux violets pour Gloria, gamine à couette en kilt et socquettes pour Peggy Sue. Quelles qu’elles soient, les fantomas sont réputées pour leur caractère fantasque, imprévisible et hautement caractériel.

## Personnages secondaires
Eileen le Floc’h : compagne de Tem depuis le premier tome de la série. Elle travaille alors comme femme de chambre à l’hôtel du Panthéon et a découvert le corps de Herbert Sanifer, dont le meurtre est alors l'objet de l'enquête de Tem. Le détective privé millénariste est séduit par les yeux bleus lumineux de son témoin. Eileen devient ensuite directrice de l’agence de détective de Temple Sacré, ce qui permet à celle-ci de renflouer ses caisses, n’étant plus oubliée par ses clients, victime de la transparence de son enquêteur principal. Selon Ordalie, Eileen est  « …sous ses dehors de normalité, aussi zinzin que le reste de la bande. ». Elle appartient à la tribu des Ternaires avec laquelle elle entretient des rapports assez distendus.
Destin-sauvé Ramirez : Meilleur ami du détective privé, Ramirez est un gros consommateur de zamal, ce qui, curieusement, ne l’empêche jamais de se rappeler l’existence de Temple Sacré. Il est la seule personne à ne jamais l’oblitérer. On découvre au cours de la série que son père, avec lequel il est en conflit, n’est pas son véritable géniteur. La recherche  de ce dernier est le point de départ du tome 7, "Babaluma".
Ordalie Kallekenberg : petite amie de Ramirez depuis le tome 4, c’est une grande et belle jeune femme aux yeux verts, souvent qualifiée de « jeune géante ». C’est également une grande consommatrice de psychotropes, moins exclusive toutefois que son compagnon. Bien que ce ne soit pas dit de manière explicite, elle pourrait être apparentée à des personnages du livre « Le Chant du cosmos », un autre livre de l’auteur se déroulant beaucoup plus tard dans la chronologie de L'Histoire d'un Futur. Ces personnages portent en effet le même nom de famille et possèdent des caractéristiques physiques similaires.
Marcellin Trovallec : Inspecteur vedette de la police judiciaire parisienne. De par son patrimoine génétique particulier, celui-ci peut servir de véhicule à Celui-qui-n’est-pas-nommé, le grand méchant de la série. Toutefois, une sorte d‘exorcisme pratiqué par Eileen le libérera de cette emprise. Il deviendra alors le contact privilégié de Tem au sein de la police. Il dispose d’une sorte de talent d’anti-transparence, ainsi, il rend Tem plus « opaque » et se coule à sa place lorsque celui-ci finit par s’effacer de la mémoire des gens. C’est ainsi que la plupart des enquêtes de Temple Sacré sont attribuées à l’inspecteur Trovallec.
Onésime Drond dit Odon : L’un des grands méchants de la série. Ancien militaire spécialisé dans le lavage de cerveau, il poursuit cette activité illégale sous la couverture d’un gourou de secte, les copistes. Il devient ainsi le pourvoyeur de tueurs des principales organisations économiques et politiques du XXIe siècle.
Il existe d'autres personnages secondaires récurrents. On peut notamment citer Ludwig Lameurthe, le parrain de Tem ou Eusèbe et Snakefinger, deux jeunes que Tem emploie régulièrement.

## Filiation littéraire des «Mystères de Paris»
Par son titre, Les Futurs Mystères de Paris, Roland C. Wagner inscrit sa série de romans et nouvelles dans la tradition française des romans populaires qui aiment à brosser un portrait corrosif de la société sur fond d'intrigue policière.
Mêlant ironie et critique sociale, cette tradition remonte au milieu du XIXe siècle avec le célèbre feuilleton d'Eugène Sue intitulé Les Mystères de Paris, publié en France entre 1842 et 1843. Ce feuilleton mettait en scène un personnage dénommé Rodolphe, d'origine aristocratique, très doué pour se fondre dans la population et s'adapter à tous les milieux sociaux de l'époque. Une faculté qui semble déjà annoncer le don de « Transparence » de Tem, le héros-détective de Roland C. Wagner.
La tradition littéraire des Mystères se poursuivit avec l'écrivain Léo Malet qui, entre 1954 et 1959, promena son célèbre héros-détective Nestor Burma dans les différents arrondissements de Paris, intitulant ce cycle de roman Les Nouveaux Mystères de Paris. En 1958, l'écrivain Frédéric Dard publiait également un roman intitulé Les Derniers Mystères de Paris, à part de la série des San Antonio.
Roland C. Wagner fait explicitement le lien entre le cycle policier de Léo Malet et ses Futurs Mystères, car dès le premier volume, La Balle du néant (1996), il fait de Nestor Burma le modèle romanesque de son propre héros, Tem, qui déclare dans les toutes premières pages : « Pourtant, j'ai soudain éprouvé une furieuse envie de me replonger dans Léo Malet, juste histoire de voir comment ce bon vieux Nestor Burma se dépêtrait de situations analogues. » Le héros de Roland C. Wagner déclare préférer Nestor Burma à Hercule Poirot, Sherlock Holmes ou Philip Marlowe à cause de son approche plus intuitive des enquêtes policières.

## Prix littéraires
La série Les Futurs Mystères de Paris a été récompensée du grand prix de l'Imaginaire en 1999.
Par ailleurs certains de ses romans ont également été distingués : 
- L'Odyssée de l'espèce a reçu  le prix Ozone et le prix Rosny aîné au titre de l'année 1998 ;
- Toons a reçu  le prix Ozone pour l'année 2000.

## Publications

### Éditeurs
Commencée en 1996 dans la défunte collection Anticipation des éditions Fleuve noir qu'elle clôtura avec le numéro 2001 L'Odyssée de l'espèce,, la série a été rééditée en 1998 par le même éditeur sous forme d'une série indépendante. Désormais illustrée par Caza, elle se poursuit aux éditions de L'Atalante. Pour reprendre les termes de l'auteur : « Le confort de travail est bien meilleur chez un éditeur moyen de province que dans un grand groupe parisien. Et les livres sont nettement plus beaux, ce qui ne gâche rien. » Les éditions L'Atalante ont entamé en mars 2015 la réédition de la série en intégrale par la publication de deux ouvrages de plus de mille pages chacun.

### Œuvres du cycle
Voici la liste les œuvres liées aux F.M.P. :
- La Balle du Néant (1996). [grand prix de l'Imaginaire 1999] ;
- « S'il n'était vivant » (nouvelle) ;
- Les Ravisseurs Quantiques (1996). [grand prix de l'Imaginaire 1999] ;
- « Le réveil du parasite » (2002) (nouvelle) ;
- L'Odyssée de l'Espèce (1997). [prix Rosny Aîné 1998, prix Ozone 1998, grand prix de l'Imaginaire 1999] ;
- « Recristallisation » (1997) (texticule) ;
- L'Aube incertaine (1997). [grand prix de l'Imaginaire 1999] ;
- Honoré a disparu (1998), fantaisie (novella) ;
- Tekrock (1999) ;
- « Pot Smokers From Outer Space » (autre titre : « La Quête du Zamal ») (2006) (nouvelle) ;
- Tøøns (2000). [prix Ozone 2001] ;
- La Barbe du Prophète, fable morale et édifiante (novella) ;
- « L'Esprit de la Commune » (nouvelle) ;
- « ... Et personne n'est venu » (nouvelle) ;
- Babaluma (2002) ;
- Kali Yuga (2003);
- Mine de rien (2006) ;
- L'esprit de la Commune (2007).